# 鈴木成文
鈴木 成文（すずき しげぶみ、1927年7月30日 - 2010年3月7日）は、日本の建築学者である。東京大学名誉教授、元神戸芸術工科大学長、専門は建築計画学。

## 人物・来歴
1927年（昭和2年）7月30日、東京府北豊島郡西巣鴨町（現在の東京都豊島区東池袋）で生まれる。父はフランス文学者の鈴木信太郎、弟は同じくフランス文学者の鈴木道彦。
東京高等師範学校附属中学校（現在の筑波大学附属高等学校）を経て、東京大学工学部建築学科卒業。同大学大学院修了。吉武泰水のもとで、建築計画学を研究する。東京大学工学部教授を経て、神戸芸術工科大学長を務める。
第二次世界大戦後の復興期の公共施設計画S研究を行う中で、1951年（昭和26年）、公営住宅の標準型「51C」の設計に研究室の一員として参加。「51C」はダイニングキッチン付公営住宅の原型となった。2001年（平成12年）、日本建築学会賞大賞受賞。
著書に『五一C白書』（2006年）『住居論』、『住まいの計画・住まいの文化』、『住まいを読む』などがある。
2010年（平成22年）3月7日、虚血性心不全により死去した。満82歳没。2003年（平成15年）から始め、書籍化もされた公式ウェブサイトの『文文日記 日々是好日』は同年3月4日のエントリーが最後であった。

## おもな著書
- 『建築計画』（実教出版、1975年） ISBN 4407021500
- 『住居論』、共著扇田信・持田照夫・広原盛明・島村昇・初見学・吉野正治・田中恒子・足達富士夫・梶浦恒男（彰国社、1987年） ISBN 4395150071
- 『住まいの計画・住まいの文化 - 鈴木成文住居論集』（彰国社、1988年） ISBN 4395002536
- 『住まいを読む - 現代日本住居論』（建築資料研究社、1999年） ISBN 4874605842
- 『五一C白書 - 私の建築計画学戦後史』（住まいの図書館出版局、2006年） ISBN 489977172X
- 『文文日記 日々是好日 I - VII』（文文会KOBE、2004年 - 2009年） VII : ISBN 4863580231

## 註
1. 1 2 3 4 5 6  神戸芸術工科大の元学長・鈴木成文さん死去、朝日新聞、2010年3月8日閲覧。
2. ↑  弟道彦による回想『フランス文学者の誕生　マラルメへの旅』（筑摩書房、2014年）もある。
3. ↑  文文日記 日々是好日、鈴木成文公式ウェブサイト、2010年3月7日閲覧。